# Genutia de magistratibus
Genutia de magistratibus va ser una antiga llei romana establerta sota els cònsols Gai Marci Rútil i Quint Servili Ahala l'any 343 aC (411 de la fundació de Roma) a proposta del tribú de la plebs Luci Genuci. Prohibia exercir dues magistratures en un mateix any i repetir la que s'havia exercit abans de deu anys.